# Orth (hudební skupina)
Orth je německá death metalová kapela založená roku 1990 v Berlíně.
V roce 1991 vyšlo demo Psychotic a o rok později Blast of Silence. V roce 1994 následovalo EP Leichenschmaus. První LP vyšlo o rok později (1995) a dostalo název Ano Kato. V roce 2000 spatřila světlo světa druhá dlouhohrající deska nazvaná Feed the Flames, což je zatím poslední počin této skupiny. 

## Diskografie

### Dema
- Psychotic (1991)
- Blast of Silence (1992)

### EP
- Leichenschmaus (1994)

### Studiová alba
- Ano Kato (1995)
- Feed the Flames (2000)